# Biệt gia Cape
Biệt gia Cape hay còn gọi biệt gia vùng Cap (danh pháp khoa học: Bergia capensis) là một loài thực vật có hoa trong họ Elatinaceae. Loài này được L. mô tả khoa học đầu tiên năm 1771.